# Evelyn Konou
Evelyn Konou, née le 11 janvier 1948 à Majuro (îles Marshall) et morte le 1er décembre 2020 à Pearl City (Hawaï), est une femme politique marshallaise qui fut Ministre de la Santé et de l'Environnement en 1993 puis Ministre de l'Éducation de 1994 à 1997. Elle est la première femme ministre de l'archipel.

## Carrière
Evelyn Konou est née le 11 janvier 1948 à Majuro, la capitale des îles Marshall, de Nina Matauto et Selvenios Konou. Elle fait ses études à la Rev. Miss Wilson. Marshalls Christian High School à Rongrong puis à la Marshall Islands High School dont elle diplômée avec les honneurs. Elle entre ensuite à la Trust Territory Nursing School à Saipan (Îles Mariannes du Nord) puis le Maunaolu College à Maui (Hawaï) avant d'aller faire un bachelor of Arts à l'Université de San Diego puis un master à l'Université Stanford. En 1974, elle revient aux îles Marshall travailler comme professeur des écoles à la Marshall Islands High School.
Lors de l'indépendance des îles Marshall, elle est la seule femme membre du gouvernement constitutionnel formé en 1979. La même année, elle est élue au Nitijeļā, le Parlement des îles Marshall, poste qu'elle conserve jusqu'en 1995.
Konou quitte son poste à la Commission d'éducation des îles Marshall en 2017 pour suivre une chimiothérapie à Honolulu. Elle meurt à Pearl City à Hawaï le 1er décembre 2020 des suites d'un cancer intestinal.